# 916 до н. е.

## Події
- 28 лютого відбулося повне сонячне затемнення в Тихому океані.